# Dżubb al-Usman
Dżubb al-Usman (arab. جب العثمان) – miejscowość w Syrii, w muhafazie Hama. W 2004 roku liczyła 2033 mieszkańców.